# Grupo de Mogi das Cruzes
O Grupo de Mogi das Cruzes é uma importante coleção de manuscritos musicais provavelmente copiados na década de 1730, contendo música sacra luso-brasileira, descoberta pelo historiador do IPHAN Jaelson Bitran Trindade na capa e contracapa do Livro de Foral da Vila de Mogi das Cruzes. Uma das obras (Ex tractatu Sancti Augustini) teve identificação de autoria de Manuel Cardoso. Destaca-se do conjunto o possível vilancico do Natal em português Matais de incêndios, editado por Paulo Castagna (com decifração da notação e reconstituição do acompanhamento instrumental), de autoria ainda não identificada (atribuído, em algumas notícias, sem nenhuma fundamentação documental e sem referência a pesquisa musicológica, ao compositor português Marques Lésbio).